# 吕西安·洛朗
（1907年12月10日—2005年4月11日），法国足球运动员，因攻进世界杯第一個进球而留名历史。
洛朗1907年12月10日出生于法国马恩省，1921年至1930年期间，与兄长让·洛朗一同效力于巴黎的半职业球队CA巴黎俱乐部。1930年，他所工作的标致汽车公司组建的法国第一支职业球队，而在整个欧洲范围内四处寻觅优秀的球员加盟。时年22岁的洛朗旋即与他们签定了月薪2200法郎的合同。
1930年，首届世界杯在乌拉圭举行。在7月13日法国队分组赛首战墨西哥队进行到第13分钟时，洛朗为法国队首开记录，打进了世界杯历史上的第一个进球。这场比赛法国队4比1获胜，洛朗也一战成名。而这仅仅是洛朗代表法国队的第二场比赛，而此时还是业余球员的洛朗，只能从法国足协获取少的可怜的津贴。不过，在接下来对阿根廷和智利的比赛中，法国队均落败而惨遭淘汰，洛朗本人也在比赛中受伤。
因为伤病的原因，洛朗没有参加1934年世界杯。在这些年中，他曾效力于多家俱乐部，直到1939年，第二次世界大战爆发。
战争爆发后，洛朗被征召入伍并在战争中被纳粹德国俘虏。在当了3年的战俘之后，洛朗于1943年被释放，并前往貝桑松競賽效力。1946年洛朗在贝桑松退役，开始了教练生涯。
2005年4月11日，洛朗与世长辞，享耆壽97岁。洛朗是1930年法国世界杯参赛队员中唯一一个亲眼看到法国队在本土举行的世界杯折桂的人。他一生中共代表法国队出场10次，攻入2球。

## 曾效力俱乐部
- 1921-1930 : CA巴黎俱乐部（CA Paris）
- 1930-1932 : （FC Sochaux）
- 1932-1933 : 法兰西俱乐部（Club Français）
- 1933-1934 : CA巴黎俱乐部（CA Paris）
- 1934-1935 : FC米卢斯俱乐部（FC Mulhouse）
- 1935-1936 : （FC Sochaux）
- 1936-1937 : 雷恩（Stade Rennais）
- 1937-1939 : 斯特拉斯堡（RC Strasbourg）
- 1939-1943 : 圖盧茲（Toulouse FC）
- 1943-1946 : 貝桑松（Besançon RC）

## 荣誉
- 1928年法國盃亚军